# Arnold Emch
Arnold Emch (Solothurn, 24 de março de 1871 – Centreville, Michigan, 22 de maio de 1959) foi um matemático estadunidense nascido na Suíça.
Emch obteve um doutorado em 1895 na Universidade do Kansas, orientado por Henry Byron Newson, com a tese Projective Groups of Perspective Collineations in the Plane Treated Synthetically. Foi depois professor de geometria descritiva do Kansas State Agricultural College (da mais tarde Universidade do Kansas) e a partir de 1905 professor da escola de sua cidade natal Solothurn. Foi de 1911 a 1939 professor da Universidade de Illinois em Urbana-Champaign.
Emch é conhecido por suas contribuições para a ainda hoje em aberto conjectura de Toeplitz (Otto Toeplitz, 1911).
Em 1908 foi palestrante convidado do Congresso Internacional de Matemáticos em Roma (Der Rechenkünstler Winkler und seine Methoden).

## Obras
- An introduction to projective geometry and its applications; an analytic and synthetic treatment, Wiley 1905.